# 罗克萨娜·科贾努
罗克萨娜·科贾努（羅馬尼亞語：Roxana Cogianu，1986年9月21日—），罗马尼亚女子赛艇运动员。她曾代表罗马尼亚参加2008年、2012年和2016年夏季奥林匹克运动会赛艇比赛，其中2016年奥运会获得一枚铜牌。